# Deon Thomas
Deon LaVelle Thomas (Chicago, Illinois, 24 de febrero de 1971) es un exjugador de baloncesto estadounidense que jugó durante ocho temporadas en la liga ACB, cinco más en la liga israelí, además de hacerlo en la liga turca, liga búlgara y la liga griega. Con 2,05 metros de estatura, lo hacía en la posición de ala-pívot. Posee pasaporte israelí. En la actualidad es entrenador del Lewis & Clark Community College, una pequeña universidad de su país.

## Trayectoria deportiva

### Universidad
Jugó durante cuatro temporadas con los Fighting Illini de la Universidad de Illinois en las que promedió 18,0 puntos y 7,2 rebotes por partido. Es el máximo anotador de la historia de los Illini con 2.129 puntos, Fue elegido en sus cuatro temporadas en el mejor quinteto de la Big Ten Conference, y posee también el récord de más tapones de su universidad, con 177.

### Profesional
Fue elegido en la vigésimo octava posición del Draft de la NBA de 1994 por Dallas Mavericks, pero tras no conseguir hueco en el equipo decidió continuar su carrera deportiva en Europa, fichando por el TDK Manresa de la liga ACB española, donde jugó una temporada en la que promedió 16,7 puntos y 7,3 rebotes por partido.
Las tres temporadas siguientes las jugó en otros tres equipos españoles, el Valvi Girona, el Unicaja Málaga y el Caja San Fernando, hasta que en el mes de marzo de 1998 fue cortado por el conjunto hispalense por lesión. Al año siguiente se marcha a jugar a la liga israelí, fichando por el Maccabi Rishon LeZion, donde sólo permanecería una temporada antes de regresar a la ACB, firmando por el Canarias Telecom, donde jugaría dos temporadas, en la que llegó a ser elegido en una ocasión como jugador de la semana, y en las que promedió 15,1 puntos y 6,1 rebotes por partido.
En 2001 ficha por el Cáceres CB, donde permanece durante dos temporadas antes de ser cortado mediada la temporada 2002-03, siendo sustituido por Gabe Muoneke.
En 2003 ficha por el Türk Telekom de la liga turca, donde sólo juega 12 partidos de temporada regular, en los que promedia 9,4 puntos y 4,8 rebotes. Al año siguiente se marcha de nuevo a Israel, fichando por el Maccabi Tel Aviv, equipo con el que conseguía ganar la Euroliga en 2004, derrotando en la final al Skipper Bologna, y en 2005, en la que derrotaron al TAU Cerámica Baskonia.
En 2005 pudo volver a la liga española, ya que fichó por el IBB Llanera Menorca, pero fue descartado por problemas físicos. En 2006 cambia de país y de liga, fichando por el AEL Larissa de la A1 Ethniki, y al año siguiente se marcha a la liga búlgara de la mano del CSKA Sofia.
Sus dos últimas temporadas las disputaría en la Ligat Winner, ya nacionalizado israelí, una en el Maccabi Givat Shmuel y la última en el Maccabi Haifa.